# Santiago Ihuitlán Plumas (kommun)
Santiago Ihuitlán Plumas är en kommun i Mexiko.   Den ligger i delstaten Oaxaca, i den sydöstra delen av landet, 250 km sydost om huvudstaden Mexico City.
Följande samhällen finns i Santiago Ihuitlán Plumas:
- Santiago Ihuitlán Plumas